# Candy Candy
Candy Candy (キャンディ・キャンディ?) es un manga japonés escrito e ilustrado por Kyōko Mizuki, uno de los seudónimos de Keiko Nagita, y la mangaka Yumiko Igarashi, publicado en Japón por Kōdansha Ltd. desde 1975 a 1979. La historia cuenta las vivencias de una chica huérfana llamada Candice "Candy" White. Fue adaptada en una serie de anime por Toei Animation entre 1976 y 1979, que se distribuyó internacionalmente, volviéndose muy popular en muchos países. Ganó el primer premio Kodansha Manga para shōjo en 1977. Las ventas del manga llegaron a 13 millones de ejemplares.

## Resumen
La serie animada, en clave de melodrama, cuenta la historia de Candy, quien en 1898, el 7 de mayo durante la primavera boreal, es abandonada siendo un bebé en la nieve con una muñeca que tiene el nombre de Candy, de ahí el nombre que le es dado: Candice White, llamada por todos Candy; la misma noche, encuentran a otro bebé Annie. Ambas crecen cerca del Lago Míchigan, en el estado de Míchigan, Estados Unidos, en un hogar para niños huérfanos dirigido por la señorita Pony y la hermana María. En el anime sucede en una noche de invierno, siendo encontrada Annie en primer lugar al pie de la puerta mientras que Candy es encontrada casi de manera milagrosa tirada a un lado del camino en medio de la nevada a minutos de ser cubierta por la nieve; por haber sido encontrada en una noche nevada la hermana María decide dar a Candy como segundo nombre White.

### En el hogar de Pony
Tras pasar toda su infancia en el orfanato y criarse juntas como hermanas, Annie y Candy se vuelven inseparables al punto de prometer jamás abandonar el Hogar de Pony o separarse una de la otra. Tras su décimo cumpleaños (sexto cumpleaños en el manga) y gracias a su carisma, una familia muy rica, los Britter (o Brighton), quieren adoptar a Candy, y aunque la idea de tener una familia le agrada, se niega para no abandonar el hogar de Pony y no romper su promesa con Annie. La familia Britter, al ver que Candy no desea ser adoptada, hace el mismo ofrecimiento a Annie, quien acepta sin dudarlo; así Candy ve su inocencia defraudada por los firmes deseos de su amiga de tener padres. En el manga la situación es a la inversa puesto que es a Annie (que también es rubia en el manga) a quien los Britter desean adoptar desde un principio debido a su parecido con su difunta hija, siendo Annie quien se opone pero Candy le insiste para que acepte.
Ha pasado tiempo y Candy espera cada día las cartas que su mejor amiga prometió escribirle diariamente, pero sin resultado ya que el cartero jamás trae algo para ella. Finalmente un día Annie le comunica a Candy que simplemente no escribirá, pues su madre adoptiva le recomienda no permitir que sus nuevos amigos se enteren de que procede de un orfanato. Desconsolada, Candy corre a la Colina de Pony y allí se encuentra por primera vez con su "Príncipe de la Colina", su primer amor, un joven de aprox. 17 años vestido con traje escocés y tocando la gaita, quien pronuncia la frase más popular de la serie:
"¿Por qué lloras?, Eres mucho más linda cuando ríes que cuando lloras".
El "príncipe" se marcha sin decir su nombre, pero pierde un prendedor con el grabado de un escudo de armas familiar que Candy conserva como amuleto. Desde ese día, Candy intenta ser adoptada.

### Acogida por la Familia Leagan
A los 10 años (cuatro años tras la partida de Annie en el manga, pero solo algunos meses según el anime), Candy es solicitada por la familia Leagan para que se convierta en la dama de compañía de Eliza, hija de la familia. Candy descubre que el escudo de la familia es muy parecido al que hay en el amuleto del príncipe, averiguando que ambas familias están conectadas, por lo que acepta, esperando exista la posibilidad de volverlo a ver. Sin embargo, desde que llega a la residencia de los Leagan, es víctima de los abusos y maltratos de Eliza y su hermano Neil; aun así, Candy está decidida a convertirse en una Dama y ambos hacen todo lo posible por fastidiar a Candy hasta que es degradada de dama de compañía a sirvienta y obligada a vivir en los establos.
Un día, paseando por los bosques cercanos, Candy conoce a un apuesto y ostentoso joven llamado Archie, cuando la barca en la que el muchacho tomaba una siesta se alejó de la orilla del río y Candy le ayudó a regresar a salvo. Desde ese momento Archibald "Archie" Cornwell quedó enamorado de Candy.
Posteriormente, cuando Eliza abandona a Candy en un pueblo a un día de camino de la mansión, conoce a un joven apasionado por la mecánica y la ciencia llamado Alistair "Stear" Cornwell. El chico se ofrece a llevarla en el coche que él mismo construyó, pero por la mala calidad de la máquina acaban en el río tras una larga caída; a pesar de ello Stear se impresiona por la bella Candy ya que es la primera persona que mira con respeto su faceta de inventor, lo que despierta su interés.
Un día, Elisa y Neil acusan a Candy de haberse robado una cinta que Annie le dejó como regalo, por lo que huye llorando sin fijarse hacia donde se dirige. Es así como llega hasta un portal rodeado de rosas; allí ve a Anthony por primera vez, quien es idéntico al Príncipe de la Colina, aunque él parece no reconocerla y luce de una edad similar al muchacho que conoció años atrás. Sin embargo, lo que más le sorprendió fue que dijera la misma frase que el "príncipe": "Pequeña pecosa, eres mucho más linda cuando ríes que cuando lloras". Después que el chico desaparece sin decir nada, Candy reconoce la insignia que encontró en la colina como el escudo familiar de la casa.
Un día hay un gran baile, los Leagan están invitados, pero se sorprenden al ver que Stear y Archie han invitado cada uno por su cuenta a Candy. La llevan y ahí conoce al primo de ambos, Anthony Brower, el chico del portal de las rosas. Los tres chicos la colman de atenciones y Candy disfruta su primer baile. Stear, Archie y Anthony tampoco se llevan bien con los hermanos Leagan. Los tres son criados por la Tía Abuela Elroy, segunda autoridad de la familia después de Willian Ardley patriarca de la familia (En la versión latina erróneamente la expresión Patriarca se reemplaza por "Tío Abuelo"). El odio de Elisa hacia Candy empeora ya que ansía el amor de Anthony y los beneficios de un compromiso con él, pero es evidente que este ama a la joven huérfana. Durante la fiesta Anthony confirma que solo la conoce desde su encuentro en el portal pero Candy, convencida de que es el príncipe, prefiere suponer que ha olvidado su anterior encuentro.
Los Ardley son una de las familias más poderosas de Estados Unidos y son vecinos de los Leagan. Elisa y Neil también pertenecen al clan Ardley, ya que son primos de Archie, Stear y Anthony, lo que justifica la similitud de sus escudos familiares. Los chicos mantienen su amistad con Candy a pesar de que los Leagan no escatiman esfuerzos en intentar manchar su imagen. En mayo Anthony le regala una nueva estirpe de rosa que él mismo ha creado, llamando a la flor "Dulce Candy" y declarando que ese día es su nuevo cumpleaños.
El destino de Candy la lleva a conocer a un joven llamado Albert, un ermitaño de espesa barba, larga cabellera y lentes oscuros que ocultan sus ojos, es un amante de la naturaleza que vive sin permiso en los bosques de los terrenos Ardley con sus animales y se convierte en gran amigo de Candy desde que le salva cuando estaba a punto de caer en una cascada. Albert siempre la ayudará en sus peores momentos y la aconsejará.
A causa de las jugarretas de los hermanos Leagan, los padres deciden deshacerse de Candy enviándola a vivir a una granja de la familia ubicada en una árida y aislada zona en el desierto de México. Convencida por los Leagan que se trata de una mala persona la Tía Abuela apoya esta decisión e impide que sus sobrinos la ayuden, por lo que Candy ve como única salvación escribir a Albert pidiendo su ayuda, desgraciadamente antes que él pueda hacer algo, el guardabosques de los Ardley lo descubre viviendo sin permiso en la propiedad y debe huir. Es así como Candy se ve obligada a viajar en compañía de un hombre cruel y sin escrúpulos por lo que el viaje se le hace ingrato y doloroso. En el camino es secuestrada y luego de escapar de su captor vuelve a casa de los Ardley.
Al llegar se entera de que su supuesto secuestrador, George, revela ser en realidad la mano derecha del Tío Abuelo William y que por orden de éste había ido a buscarla. Stear, Archie y Anthony habían escrito al jefe de la familia, es decir, al Tío Abuelo, para que la adoptara. George entrega a la Tía Abuela Elroy una nota y los papeles de la adopción de Candy. Así, a los 12 años, Candy es adoptada por el Tío Abuelo William, formando parte de la familia Ardley yendo a vivir a la Mansión de Lakewood con Archie, Stear y Anthony.

### Candice White Ardley
En casa de los Ardley, Candy vive felices momentos. Los tres jóvenes, inspirados por Candy son más abiertos a pensar por sí mismos, aunque a ojos de la tía abuela son actos de rebeldía, esto porque se ve constantemente manipulada por las calumnias que los Leagan, a quienes tiene en alta estima, le han contado sobre Candy y culpa a la joven por la mala influencia que cree que ejerce sobre los muchachos, pero con el tiempo empieza a apreciarla aunque no lo reconoce abiertamente y los pocos intentos de ambas por acercarse son saboteados por los Leagan. La anciana siempre les recuerda que deben comportarse por el honor de los Ardley. Un día, Anthony le grita groseramente a la tía Abuela y esta lo castiga por haberse peleado con Tom, un peón, sin saber porque motivo hubo tal pelea, de castigo enviándolo a la casa del bosque. Ahí Anthony se hace amigo de Tom, quien creció con Candy antes de ser adoptado por un granjero. Anthony es feliz ya que aprende a ser fuerte e independiente. Y decide participar en un rodeo local. La Tía Abuela Elroy deja participar a Anthony con la condición de que gane y así lo hace. Desde el carruaje ella le vitorea, escondida porque, por su posición y dignidad, no puede presentarse a un espectáculo como este.
Luego Candy se escapa con Anthony al pueblo y se declaran su amor ya siendo novios desde hace un año, ahí Candy conoce la historia de Anthony y el por qué de su pasión por las rosas.
En el otoño, hay un gran evento familiar, una cacería de zorros. Es la presentación pública de Candy a la sociedad. Anthony y Candy se separan del grupo y él le dice que cree que por fin ha resuelto el misterio del Príncipe de la Colina y que le contará al respecto, pero de pronto su caballo pisa una trampa para zorros y Anthony cae golpeándose la cabeza, perdiendo la vida al instante. Desde ese momento la vida de Candy cambia por completo, volviéndose introvertida y triste y pasa semanas encerrada llorando su muerte.
Neil entra a la habitación de Anthony para llevarse sus ropas con permiso de la Tía Abuela, mientras que, por otro lado, Eliza culpa a Candy de lo ocurrido con Anthony y trata de llevarse las rosas con permiso de la Tía Abuela, pero Candy esta vez se opone y recibe el apoyo de todos los empleados de la casa. En el manga, Annie, con permiso de su padre, va a visitar a Candy sin que nadie de los Ardley la vea, para levantarle el ánimo y apoyarla por la muerte de Anthony.
Candy decide regresar al hogar de Pony. Todas las rosas mueren y la única que florece es una "Dulce Candy", que ella decide llevar consigo al hogar de Pony. En el hogar de Pony se recupera lentamente y tras un tiempo recibe la visita de Albert quien ha regresado, pero no lo reconoce inmediatamente ya que ahora va afeitado y con el cabello más corto, descubriendo Candy solo en este momento que en realidad es mucho más joven que lo que ella creía. Albert le dice que tiene que sobreponerse, ya que mucha gente vive con tristezas y que debe recordar todo el amor que Anthony le dio. Stear y Archie van a visitarla y le dicen que regresaran a Inglaterra. Unos meses después llega George con la misión de llevar a Candy a estudiar al "Real Colegio San Pablo" en Londres, Inglaterra, con el objetivo de recibir educación y convertirse en una dama.

### En el Real Colegio San Pablo
Es enero de 1911 y Candy, de 13 años, es trasladada a Londres para estudiar en el Real Colegio San Pablo. En el viaje en barco conoce a Terry Grandchester, quien de primera instancia confunde con Anthony a pesar de no haber semejanza entre ellos; pronto el difícil carácter de Terry, quien puede cambiar muy fácilmente de humor, hace que ella desarrolle una muy mala opinión.
Terry es hijo de la famosa actriz Eleanor Baker, cosa que no debe decir, pues su padre se separó para salvar el honor de su familia y se volvió a casar puesto que los Grandchester son una prestigiosa familia de nobles ingleses, lo que convierte a Terry en hijo ilegítimo. Terry regresaba de Estados Unidos de visitar a su madre y estaba muy triste cuando conoció a Candy en el barco camino a Londres. A Candy le desagradan los comentarios de Terry porque comienza a burlarse de sus pecas y su nariz.
En el colegio, Candy se reencuentra con Stear y Archie, así como con Elisa y Neil, quienes le siguen tratando de hacer la vida imposible, especialmente Elisa, quien se encarga de difundir que es una niña huérfana que "asesinó" a Anthony, según su versión de los hechos. Para suerte de Candy, descubre que Terry también estudia en el mismo colegio. Terry pelea constantemente, fuma, se emborracha y rompe todas las reglas. Aun así no lo expulsan porque su padre aporta mucho dinero al colegio. Un día, Neil y varios amigos suyos maltrataban a Candy, pero Terry la defiende y golpea a Neil cambiando un poco la opinión de la joven respecto a él.
Candy se hace amiga de Patricia "Patty" O'Brien, quien al principio evita a Candy como las demás por venir del Hogar de Pony, sin embargo, cuando su abuela llega al colegio a hurtadillas para quedarse con ella; es Candy las ayuda escondiendo a la anciana en su cuarto, convirtiéndose en grandes amigas al final.
Annie entra al Real Colegio San Pablo persiguiendo a Archie, a quien ama, pero teme que Candy le conquiste, además decide tomar distancias con Candy, para evitar que los demás se enteren de que ella también es una huérfana del Hogar de Pony. Aun así encara a Candy al enterarse de que Archie la ama y, a pesar de dejar siempre en claro que rompió lazos con ella, le exige en nombre de su amistad que se aparte y le ayude a conquistar a Archie, cosa que despierta conflictos cuando el joven es categórico en señalar tanto su amor por Candy como su falta de interés por Annie. 
Tras algunas semanas, Archie asume que Candy no le corresponderá y desiste de sus intentos de alejar a Annie. En la discusión por Archie, Annie le dice a Candy que ella siempre ha sido la preferida de todos inclusive de la Señorita Pony y de la Hermana María, esto lo oye Eliza, quien a partir de entonces se encarga de revelar en el Colegio la procedencia de Annie y ésta al ver que no tiene sentido seguir evitando a Candy, decide reconciliarse con ella y así ambas vuelven a ser las mejores amigas.
Albert también viaja a Londres mientras Candy está en el Colegio, dedicándose a trabajar como cuidador en el zoológico de la ciudad y se convierte en gran amigo de Terry. Es así como Candy descubre que, en realidad, Terry no le cae tan mal y hasta comienza a atraerle mientras, sin saberlo, roba el corazón a Terry. Él, a su vez, logra que Candy supere la muerte de Anthony y la fobia a los caballos que le provocó el incidente. Desgraciadamente, también Eliza se comienza a enamorar de Terry y comienzan de esta manera los infortunios para Candy y Terry por la envidia de ella.
Es mayo de 1912 y se celebra una fiesta en el internado, Candy es elegida para ser espíritu de las flores junto con todas las que cumplen años ese mes (Candy cumple 14 años), pero por culpa de Eliza es castigada, prohibiéndole acudir a la fiesta. El Tío Abuelo William le envía como regalo un par de disfraces para la ocasión, uno de Romeo y otro de Julieta y ella los utiliza alternativamente para poder asistir a la fiesta, evadiendo así a los chaperones y las acusaciones de Eliza. Más tarde baila con Terry en la colina del parque del colegio, que ya antes había bautizado como "La Segunda Colina de Pony".
Durante el verano, la hermana Gray, directora del colegio, lleva a Candy y los demás estudiantes a Escocia; Annie y Patty también están allí, junto a Eliza, Neil, Archie y Stear, quienes se encuentran en la residencia de los Ardley, en las orillas de un lago. Sorprendentemente, Terry decide ir de vacaciones a la casa de su padre, en la ribera opuesta del lago. Durante ese tiempo, la relación de Candy y Terry se hace más fuerte. Allí Candy conoce a la madre de Terry, Eleanor Baker y ayuda a Terry a reconciliarse con su madre y haciendo que el joven reconozca que ama la actuación y desea seguir sus pasos. Un día mientras bailaban a orillas del lago, Terry le da su primer beso a Candy, quien impresionada le responde con una cachetada.
Al regresar al Colegio, Candy y Terry mantienen su romance pero Eliza, celosa, les tiende una trampa para que se encuentren en el establo durante la noche con el objetivo de que la hermana Gray los descubra, por lo que esta, en castigo, expulsa a Candy del colegio y la encierra en un viejo molino mientras confina a Terry a su habitación por una semana, ya que el Duque de Granchester, padre de Terry, realiza grandes aportes de dinero al colegio, sin los cuales, este no podría seguir funcionando.
Stear y Archie se enteran por Patty y Annie de que Candy ha sido expulsada del Colegio. Ambos encaran a Terry pensando que él había sido quien ocasionó todo. Terry les aclara que todo fue una trampa y les muestra la carta que recibió donde decía que Candy lo esperaba esa noche en el establo. Ambos reconocen la letra de Eliza.
Stear y Archie comentan a Terry sus temores a que en cuanto el Tío Abuelo William se entere de que Candy ha sido expulsada del Real Colegio San Pablo, anule la adopción y ella vaya a parar a la calle sin nada para sobrevivir. Después de recurrir a su padre sin éxito para que abogue por Candy, Terry decide irse del colegio para salvarla; la hermana Gray acepta y le cambia el castigo a Candy ordenándole pasar una semana de confinamiento en su habitación.
Candy regresa a su habitación y al anochecer se da cuenta de que la luz de la habitación de Terry no está encendida. Así descubre que él ha abandonado el colegio para salvarla, dirigiéndose de vuelta a América. Entonces, Candy parte hacia el puerto de Southampton para alcanzar a Terry antes de que su barco parta. A pesar de su esfuerzo, no lo alcanza.
Después de ser nuevamente parte de las malas pasadas de Neil, Eliza y los amigos de ambos, Candy comprende que el colegio y sus normas no solo son algo en lo que jamás logrará ser aceptada, sino también representan convertirse en algo que ella jamás ha deseado ni le ha agradado, por lo tanto decide abandonar sus estudios y marcharse del colegio, siendo ahora un lugar carente de sentido sin Terry y pensando también que el hecho de estudiar en el Real Colegio San Pablo no significa que sea necesario para que ella sea una Dama; así decide regresar a América, al hogar de Pony y también a buscar a Terry. Es el invierno de 1914.

### De vuelta en casa
Para mala suerte de Candy, en todo su recorrido desde que deja el Colegio para llegar al puerto de Southamptom, tiene que pasar por un sinfín de situaciones difíciles. Debe trabajar en varios poblados para comer y pagar su billete a América, intentan venderla, pierde sus ahorros, pero también recibe ayuda de la gente que conoce en el camino.
En el puerto, escucha la misma melodía que Terry solía tocar, y ella piensa que es él quien está tocando. Pero entonces conoce a Cookie. Terry le regaló la armónica, le habló de Candy y le enseñó a tocar la melodía. Cookie quiere ser marinero y es un experimentado polizón, aunque siempre lo atrapan, pero los barcos no lo emplean ya que es solo un chico de 15 años, igual que Candy. Los dos chicos se esconden en un barco hacia Estados Unidos para viajar como polizones, en el camino los encuentran pero finalmente los ayudan a llegar a puerto. Candy descubre que Terry pasó por ahí un mes antes.
Finalmente llega al Hogar de Pony. Terry acaba de estar ahí, su taza de té aún está caliente, pero lamentablemente no llega a alcanzarlo; solo encuentra sus huellas aún grabadas en la nieve.
Tras trabajar temporalmente como ayudante del doctor de la localidad, Candy ve identificada su naturaleza amable y trabajadora con el cuidado de enfermos, por lo que comienza a ver una vocación nacer en ella.

### Candice White Enfermera
Los amigos de Candy han tomado decisiones acerca de su futuro y Candy decide, después de tener varias experiencias, convertirse en enfermera. Llegada la primavera, Candy de 15 años postula a la Escuela de Enfermeras de Mary Jane y gracias a que Mary Jane se presentó anónimanente ante ella y conoció su lado amable y desinteresado más una carta de recomendación de la Señorita Pony (por quien Mary Jane tiene gran respeto) logra ingresar como estudiante a pesar de su inicial falta de habilidad. Aquí pasa muchas peripecias junto a otras estudiantes dentro de las cuales está Flamy, quien es muy estricta y no le agrada Candy por ser tan "impertinente y charlatana".
Es mayo y Stear, Archie, Eliza, Neil y Annie regresan a Estados Unidos por la inminente guerra en Europa y las estudiantes de enfermería son trasladadas al Hospital de Chicago, donde aprenderán técnicas quirúrgicas.
Es verano de 1914 y estalla la Primera Guerra Mundial. Mary Jane llega a visitarlas y les dice que una de ellas será enviada como voluntaria al frente de guerra. Candy titubea, pero es Flamy quien se ofrece decididamente. Antes de su partida, Candy conoce a la conflictiva familia de Flamy, empieza comprenderla y valorarla a pesar de que nunca llegaron a ser amigas del todo.
Mientras tanto, Terry ingresa al mundo de la actuación, se convierte en actor de la Compañía Standford y la revelación de la temporada. Allí conoce a Susana, quien lo recibe cuando entra al grupo y desde el momento en que lo ve se enamora de él. Así comienza la desventura para Terry ya que es constantemente acosado por la joven a pesar de la brusca actitud con que él le corresponde.
Después de algún tiempo de estar en Chicago como enfermera, Candy se entera de que Terry representará, en la ciudad al rey de Francia en El Rey Lear. Susana se entera de que Terry ama a Candy, así que le oculta fue a buscarlo al hotel después de la función, mintiendo también a la muchacha para que no se entere de que él estaba buscándola luego de enterarse de su presencia de forma accidental. En su lugar Terry se encuentra con Archie, Annie y Stear, quienes le comunican que Candy está en el Hospital estudiando para ser enfermera, por lo que va en su busca pero no la encuentra y finalmente le deja una nota. Al día siguiente Candy se da cuenta de la nota por el conserje y durante su descanso se escapa en un carruaje hacia la estación para verlo, pero no llega a tiempo y solo pueden verse por breves instantes cuando el tren estaba en marcha. Después de ese día se mantienen en comunicación ya sabiendo sus respectivos paraderos.
Un día Albert llega al hospital como un herido del frente de guerra, con amnesia. Candy lo reconoce y decide cuidarlo hasta que recupere la memoria. Sin embargo, el Dr. Leonard le dice que solo es una estudiante y para cuidarlo debe ser enfermera titulada. Candy se entrega intensamente a los estudios para aprobar su examen final y logra ocupar el séptimo lugar del grupo. Entonces Mary Jane llega nuevamente y les entrega diplomas a sus alumnas. Luego habla con Candy en privado y le pregunta si se quedará en Chicago para cuidar al paciente del cuarto cero que es en donde han confinado a un poco bien recibido Albert. Ella le contesta que sí, por lo cual Mary Jane le informa que se lleva a las demás chicas de vuelta y que, por cierto, la Srta. Pony iba a estar muy orgullosa de ella.

### Reencuentro con Terry
Es otoño de 1914, Candy y Albert se mudan juntos, fingiendo ser hermanos. Candy trabaja en el hospital y Albert en un restaurante, pero sigue sin recuperar su memoria.
Cuando Terry consigue su primer papel como protagonista, en Romeo y Julieta, le envía a Candy entradas para el teatro y el tren, esperando que decida quedarse con él. Antes de que Candy llegue, Susana le pide a Terry que no la llame, luego se produce un accidente donde Susana salva a Terry de ser aplastado por las luces del escenario, perdiendo un pierna por ello. El incidente es aprovechado por Susana y su madre, quienes recriminan a Terry la invalidez de la joven como un medio de presionarlo para que acepte casarse con ella.
Candy es enviada a Florida por órdenes del Dr. Leonard para entregar unos papeles; ahí conoce a Karen, una actriz del grupo de Terry que se trasladó allí tras no ser escogida para el papel de Julieta y mantiene a Candy retenida ahí hasta que la llaman para remplazar a Susana en la obra, tras lo cual Candy puede irse de Florida para ver a Terry sin saber del accidente de Susana.
Candy parte con la primera nevada de invierno hacia Nueva York asumiendo que ahora ambos podrán ser felices juntos, mientras que Terry no sabe qué hacer respecto a la situación con Susana. Durante una pausa en la función, Candy se entera de la situación con Susana y abandona la obra para ir al hospital a verla. Al llegar junto a la madre de Susana encuentran una nota de suicidio, Candy sale en busca de la chica e impide que se quite la vida, comprendiendo que ama a Terry tanto como ella misma.
Candy decide partir de inmediato a Chicago y renunciar a Terry para que Susana sea feliz a pesar de las protestas de Terry, sin embargo, después de pedirle en vano que se quede con él, le dice que no la olvidará nunca y se entrega a su destino aunque su único y verdadero amor será siempre Candy. Además le pide que sea feliz, diciéndole: "¡Prométeme que serás feliz, Candy!".
Candy arde en fiebre y se desmaya en la estación del tren. Los encargados, buscando algún documento que la identifique, encuentran la invitación de Terry que la identifica como miembro de la familia Ardley, gracias a lo cual avisan a la familia y llega Archie a buscarla. Cuando despierta en la mansión Ardley, le informan que Stear se enlistó como voluntario para luchar en Francia en cuanto Candy se fue a Nueva York. La Tía Abuela Elroy llega al cuarto muy molesta y le pide que se vaya: Candy acepta irse, así Annie y Archie la llevan junto a Albert, quien se encarga de cuidarla hasta que recupera su salud y le cuenta lo sucedido en Nueva York con Terry y se desahoga llorando mucho con Albert. Él sale de compras pensando preparar una sopa a Candy para que se mejore pero en el camino es atropellado, lo llevan a la Clínica Feliz con el Dr. Martin, quien lo cuida. Al mejorar Candy regresa a su trabajo de enfermera y sigue cuidando a Albert.
Inicia la primavera de 1915. Candy es enviada varios meses a trabajar como enfermera en el hospital móvil para la construcción del ferrocarril, un trabajo tan peligroso que solo aceptan trabajar allí los desesperados y rechazados por lo que Candy se ve entre hombres de pasado criminal que desean echarla, sin embargo ella poco a poco demuestra su valor y se gana su respeto; para su desgracia Eliza se entera de que mientras estuvo allí ayudó a un muchacho que era fugitivo de la ley, cosa que hace pública y al regresar a la ciudad Candy descubre que ha perdido su trabajo en el hospital y ningún otro establecimiento desea contratarla.

### Desenlace
De regreso en Chicago, Candy ayuda un par de veces a Neil Leagan, él así descubre que se ha enamorado de Candy y hace lo imposible para hacerle pasar malos ratos como una forma de presionarla a que se case con él. Eliza descubre los sentimientos Neil por Candy y el hecho que la pretende, cosa que despierta una enorme molestia en ella.
A pesar de que a Candy ningún hospital la contrata logra seguir ejerciendo al ser contratada en la Clínica Feliz por el Dr. Martin.
Albert tiene un encuentro con Terry, quien le dice que extraña mucho a Candy, pero Albert le recuerda los motivos por los que tuvieron que separarse y lo convence de tratar de hacer lo mejor posible cada día para que le dé un buen futuro a Candy y así continuar con su vida. Terry ve a Candy de lejos pero decide no acercarse y regresar al teatro.
Un día, Albert sufre un ataque y recupera la memoria pero lo oculta de Candy, posteriormente, decide marcharse y tan solo deja una nota de despedida, días después Stear, quien se había vuelto piloto de combate, muere en la guerra y después del funeral Patty viaja a Florida con su abuela.
Tras de mucho pensarlo, Eliza ve los beneficios de un matrimonio entre Candy y Neil, ya que al morir el tío abuelo William, la herencia de Candy pasaría a manos de su hermano, convence de esto a su madre y entre las dos convencen a la tía abuela Elroy de que es lo más conveniente. Candy no sabe qué hacer y no puede creer que el Tío Abuelo William la obligue a casarse con alguien a quien odia. Antes de ser obligada a comprometerse con Neil, pide ver al Tío Abuelo para que intervenga y no permita esa boda y George arregla una reunión en persona entre ambos.

#### Desenlace del anime
Para su sorpresa, Candy descubre que Albert es el Tío Abuelo William, quien le explica que al haberse convertido en la cabeza de la familia Ardley a tan temprana edad prefirió mantener en secreto quién era; de la misma forma, los supuestos negocios que mantienen ausente al "Tío Abuelo" son en realidad una tapadera para los viajes y la vida sencilla que Albert tanto ama, para ello cuenta con la ayuda de George, quien actúa como intermediario con sus familiares y también con la Tía Abuela Elroy, quien a pesar de que no aprueba el estilo de vida de Albert debe acatar sus deseos al ser él la cabeza de la familia. También le dice que no ha aprobado ese matrimonio por lo que puede estar tranquila.
Candy viaja al Hogar de Pony y preparan una fiesta con todos sus amigos: Annie, Archie, Tom, Jimmy, los niños del hogar, la Señorita Pony y la hermana María. Es aquí cuando Candy se reencuentra finalmente con el genuino "Príncipe de la Colina", quien resulta ser en realidad Albert. Finalmente Candy y sus amigos se reúnen en el hogar de Pony donde celebran un banquete y brindan por estar todos reunidos mientras ella imagina a sus amigos que no están presentes: Anthony, Terry, Stear y Patty.

#### Desenlace del manga
El manga difiere en esta parte, ya que la Tía Abuela Elroy en conjunto con los Leagan intentan que Candy se case a la fuerza con Neil, teniendo especial preocupación que el Tío Abuelo William no se entere hasta después del matrimonio para que no pueda evitarlo. El día de la recepción Candy es forzada a participar y aunque frente a todos los invitados declara estar contra esta unión la Tía Abuela la ignora y la fuerza a seguir adelante. En ese instante llega Albert elegantemente vestido, Neil lo reconoce como el enfermo que Candy cuidaba e intenta echarlo por la fuerza, pero frente a todos se presenta como el patriarca William, reprende a la Tía Abuela y cancela el compromiso ya que como padre de Candy no lo ha autorizado; tras haber sido desenmascarados y avergonzados frente a la alta sociedad, los Leagan deciden mudarse a Florida de inmediato.
Candy viaja al Hogar de Pony y todos preparan una fiesta con todos los amigos: Annie, Archie, Tom, Jimmy, los niños del hogar, la Señorita Pony y la hermana María. Es aquí cuando Candy se reencuentra finalmente con el genuino "Príncipe de la Colina", quien resulta ser en realidad Albert. El manga acaba en el momento en que Candy ve a Albert vestido de manera informal sobre la colina, pero lo reconoce como el príncipe de su niñez y corre a abrazarlo.

## Personajes principales
- Candice "Candy" White Ardley: Candy, personaje principal, nace en 7 de mayo de 1898 (según el manga), pero en invierno en el anime. Sus ojos son verde esmeralda y su cabello es muy ondulado llegandole un poco más abajo de los hombros de color rubio brillante que siempre lo peina en dos coletas altas. Fue abandonada en el Hogar de Pony, y dejada al cuidado de la señorita Pony y la hermana María. Candy se cría junto con los demás niños del Hogar, como una niña muy trabajadora, alegre y generosa. Su primer amor de niña es el "Príncipe de la Colina". Candy es optimista, amigable, perseverante, leal a ella misma y a sus amigos, también es muy fuerte emocionalmente, a veces puede llegar a ser muy "Independiente" algo que a muchas personas les molesta por considerarla fastidiosa o porque no era bien en la época en la que está ambientada la serie. Candy cree en sí misma, una razón por las que sus amigos la admiran y la adoran y está dispuesta a hacer lo que sea por ellos. A los 11 años se enamora de Anthony y posteriormente de Terry. Es acogida temporalmente por la familia Leagan y posteriormente adoptada por la familia Ardley. Es enviada al Real Colegio San Pablo para convertirse en una dama, se reencuentra con Annie, cuando Terry deja el colegio, Candy decide hacer lo mismo y encontrar su destino, regresa al Hogar De Pony y encuentra su verdadera vocación y decide ser enfermera, por lo que inicia en la Escuela de Enfermeras de Mary Jane.

- Terruce "Terry" G. Granchester: Terry es el segundo amor de Candy. Es el hijo de la famosa actriz estadounidense Eleanor Baker y del Duque de Granchester de Inglaterra. A los 16 años, Terry regresaba de América de ver a su madre cuando conoció a Candy en el barco Mauritenia camino a Londres. Terry ingresa al Real Colegio San Pablo, donde poco a poco Candy le roba el corazón. Terry pelea constantemente, más comúnmente con Archie; ya que los dos aman a Candy. Fuma, se emborracha y rompe todas las reglas. Terry puede llegar a parecer rebelde, frío e insensible, pero en realidad sufre por no haber tenido una familia de verdad y porque su madrastra lo ofende y humilla a él y a su madre biológica constantemente; a pesar de todo, Terry tiene buen corazón, es valiente, decidido, audaz y es directo en sus opiniones algo que a muchos no les gusta, en especial a Candy; a pesar de molestarla constantemente llamándola "Tarzán Pecosa", él haría lo que sea por Candy, lo que demuestra su gran amor por ella. Luego de salir del colegio, Terry se convierte en actor de Broadway. Terry se ve obligado a terminar con Candy al ser presionado para casarse con la actriz Susana Marlowe, quien pierde una pierna cuando lo salva de que le caigan encima las luces del teatro. En la novela Candy Candy Final Story, tras la muerte de Susana, Terry le envía una carta a Candy en la que le expresa que nada en él ha cambiado.

- Anthony Brown Ardley: Él es el amor de Candy en la niñez. Es idéntico al "Príncipe de la Colina" y pertenece a la familia Ardley. El pasatiempo de Anthony es cultivar rosas, para honrar la memoria de su fallecida madre Rosemary (Pauna, en algunas traducciones). A Anthony le gustaba Candy porque tiene un gran parecido con su fallecida madre. Anthony es un joven caballeroso, amable, sensible y justo. Una mujer que ve la suerte le previene que tenga cuidado. Un día, al dejar con Candy una caza de zorros muere al caer de su caballo.

- William Albert Ardley (Albert): Albert es un joven que le gusta la vida sencilla y la naturaleza, ama viajar e interactuar con los animales, gracias a lo cual congenian muy bien con Candy cuando este acampo un tiempo en los terrenos Ardley, es mayor que Candy y sus otros amigos varones y también una persona de carácter maduro y firmes convicciones, a medida que pasa el tiempo viaja por diferentes ciudades y países, gracias a lo cual coincide constantemente con Candy en muchos lugares. En realidad es el Tío Abuelo William y el príncipe de la colina: su nombre es William Albert. A una edad muy temprana pasa a ser la cabeza de la familia Andley, después de que sus padres y su hermana, Rosemary (Albert es tío de Anthony) mueren dejándolo como único heredero. Es la Tía Abuela Elroy quien no le permite revelar su identidad, y es por eso todos lo conocen como "Albert". Albert adopta a Candy, motivo que lo convierte en su tutor legal y padre adoptivo. La expresión "Tío abuelo" usada en español para referirse a él corresponde a una libre traducción de la frase "一族の総長", cuya aproximación más cercana realmente sería bajo el concepto de "Patriarca".

- Archibald "Archie" Cornwell Ardley: Archie es el hermano de Stear. Pertenece a la familia Andley, por lo que es primo de Anthony, Eliza y Neil y posteriormente de Candy por la adopción. Archie es el más elegante del grupo de los Ardley. Conoce a Candy de casualidad y se siente atraído por ella, a pesar de esto y por respeto al amor de esta por Anthony no lo expresa abiertamente hasta que se encuentran el en Colegio San Pablo, donde decide expresarle su amor ahora que no tiene novio a pesar de que esta no demuestra interés y del constante acoso de Annie Brighton, finalmente se resigna a que Candy solo lo ve como un amigo y acepta el amor de Annie e inicia una relación con ella razonando que nunca alguien ha tenido sentimientos tan intensos por él.

- Alistair "Stear" Cornwell Ardley: Hermano de Archie, Stear se dedica a inventar cosas. Forma parte de la familia Ardley, primo de Anthony, Eliza, Neil y Candy. Al igual que a Anthony y a Archie, Candy le roba el corazón. En el colegio San Pablo conoce a Patty, con quien consigue olvidar a Candy. Stear tiene la idea de enlistarse para ir a la guerra. Cuando Candy va con Terry a encontrarse con él, Stear se alista en la aviación y posteriormente muere en un combate aéreo.

- Clint: Personaje exclusivo del anime. Es un COATI y la mascota de Candy. En un principio, Clint le pertenecía a Annie pero ella se lo dio a Candy porque no se podía ocupar de él cuando fue adoptada por los Britter, una familia muy rica. Clint siempre estuvo al lado de Candy excepto cuando ella se fue a estudiar enfermería a Chicago, porque no podía llevarlo a la Academia Santa Juana. En una ocasión Clint llega a fingirse muerto cuando Candy llega a Inglaterra y George le manifiesta la decisión de dejar a Clint en un zoológico, este escapa y se sube a la rama de un árbol. Un cazador al verlo le dispara aunque falla, todos creen que ha muerto pero luego Clint al oír la voz de Candy despierta. En realidad fingió su muerte al hallarse en peligro.

- Annie Britter o Brighton: Es una chica muy tímida y es la mejor amiga de Candy. Annie fue encontrada el mismo día que la abandonaron en el Hogar de Pony. Cuando los Britter (o Brighton) llegan al orfanato deciden adoptar a Candy, pero esta a pesar de ser su sueño se niega ya que junto a Annie prometieron jamás dejar que nada las separe, desgraciadamente al hacer la misma oferta a Annie esta acepta sin dudar; a raíz de este hecho intenta olvidar su pasado, optando por sacrificar su amistad con Candy ya que a sus padres les avergüenza que la gente se entere de que es adoptada. Sin embargo en el Real Colegio San Pablo ambas chicas vuelven a encontrase y aunque inicialmente sostiene no conocer a Candy e insiste en ignorarla esto no le impide hacerle prometer en nombre de la amistad entre ambas que no se acercará a Archie y le ayudará a conquistarlo. Finalmente Eliza descubre que se trata de una huérfana del Hogar de Pony igual que Candy y lo divulga convirtiéndola en una rechazada tras lo cual razona que ya no hay necesidad de esconder su amistad con Candy.

- Tía Abuela Elroy (o Tía Abuela): Matriarca de la familia Andley, la Tía Abuela es una persona muy estricta, pero eso no evita que quiera mucho a sus nietos Archie, Stear y Anthony. Después de un tiempo, aunque no aprueba originalmente la idea de adoptar a Candy, empieza a tomarle cariño, pero cuando Anthony muere, se vuelve mucho más severa con Candy. En realidad, es una persona muy sensible. Cuando los padres y la hermana de Albert murieron, como él era muy pequeño, tuvo que mantener en secreto la identidad del heredero y manejar los asuntos de la familia hasta que el niño creciera.

- Susana Marlowe: Susana fue una actriz que trabajaba para la misma compañía de teatro que Terry. Se enamoró de él desde que lo conoció. Un día, perdió una pierna al intentar salvarlo, y su madre presionó a Terry para que se quedara con ella aprovechando el accidente. Aunque Susana sabía que Terry ama a Candy, intentó suicidarse, pero Candy se lo impidió al prometer que se alejaría de él. A pesar de todo, Susana no logró que Terry olvidara a Candy. En la novela Candy Candy Final Story, se revela que Susana fallece tiempo después.

- Patricia "Patty" O'Brian: Fue una de las amigas que conoció Candy en el colegio San Pablo. Patty es una chica dulce, tierna y de carácter tímido, por lo que en un comienzo para no contrariar al resto de estudiantes también le hace la ley del hielo a Candy; sin embargo, después que su abuela la visita y se cuela en los dormitorios sin permiso congenia inmediatamente con Candy ya que esta las ayuda y tras esto abiertamente se comporta como su amiga y permanece junto a ella en el Colegio. Patty se enamora de Stear y ambos llegan a tener un noviazgo sólido hasta la muerte de Stear, por lo que Patty queda desconsolada y decide irse a Florida donde está su abuela (en el manga, a raíz de la muerte de Stear, intenta suicidarse).

- Iriza/Eliza Leagan: Es una de las villanas de la historia. Su familia también pertenece al clan Ardley. Junto con su hermano Neil le hace la vida imposible a Candy cada vez que tiene oportunidad. Es una muchacha hipócrita, cínica y mentirosa. Gracias a ella y Neil, contrario a sus propósitos, es que Candy es adoptada por los Ardley. Envidia a Candy porque ella está enamorada de Anthony y él sólo tiene ojos para Candy, además la personalidad de Candy cautiva a quien la conoce, lo cual no lo puede soportar a Eliza pues siempre quiere ser el centro de atención. Luego, ella también se enamora de Terry en el colegio San Pablo y es quien hace que Terry y Candy se separen.

- Neil Leagan: Hermano de Eliza, casi siempre es cómplice de sus malvados planes. Es un muchacho cobarde, mentiroso y muy mimado por su mamá. Forma parte de la familia Ardley. Al igual que Eliza, trata de hacerle la vida imposible a Candy cada vez que puede. Irónicamente, termina enamorándose de ella y trata de obligarla a que se case con él sin embargo, no lo logra.

- Señorita Pony: Es la dueña de un orfanato llamado El Hogar de Pony (Pony's Home), que se encuentra ubicado en una zona montañosa al sur del Lago Míchigan. La Señorita Pony es una buena mujer de edad madura, de contextura gruesa y mediana estatura, quien conjuntamente a la Hermana Maria cuidan de niños huérfanos, hasta que estos son adoptados por alguna familia. Si bien la Señorita Pony y la Hermana Maria no se consideran como madres adoptivas de los niños que cuidan, sino como sus maestras, en muchas ocasiones manifiestan un gran amor maternal hacia los niños. La Señorita Pony y la hermana Maria se ocuparon de Candy cuando fue abandonada junto con Annie en las afueras del orfanato, luego Annie fue adoptada por los Britter y Candy por los Leagan y posteriormente por los Andley, de allí que su influencia durante los primeros años de Candy fue realmente importante. Luego que Candy es adoptada, sigue manteniendo contacto con la Señorita Pony y con la Hermana Maria a través de cartas o de visitas eventuales.

- Hermana Maria: Es una religiosa, quien conjuntamente con la Señorita Pony cuidan de los niños huérfanos que son dejados en el Hogar de Pony. La hermana Maria es una joven mujer de buen carácter aunque un poco más estricta que la Señorita Pony, a quien Candy respetaba mucho por ser una figura de autoridad en el Hogar de Pony, esto se hace evidente en varias situaciones, como por ejemplo, cuando Candy no quiere ir a estudiar a Londres y huye con Jimmy bajo la lluvia, provocando que el niño se enferme, por lo que Candy llegue a alterarse, en ese momento la Hermana Maria le da una bofetada a Candy para que se controle.

- Flamie Hamilton: Es una joven estudiante de enfermería de la academia Mery Jane y compañera de habitación de Candy en dicha academia. Flamie es una muchacha muy amargada y de carácter muy estricto y severo, quien en todo momento demuestra su antipatía hacia Candy, ya que la personalidad de ambas es totalmente contraria. La amargura de Flamie se debe a que proviene de una familia disfuncional y trata de ocultar su sufrimiento en su severidad. Flamie conjuntamente con Candy y 3 estudiantes más (Nathalie, Judy y Eleanor), es transferida al Hospital Santa Juana de Chicago, con la finalidad de aprender técnicas quirúrgicas más avanzadas, estando allí piden una enfermera voluntaria para el frente de batalla en Francia y Flamie se ofrece ir. En el momento justo de partir, se evidencia que Flamie sigue sintiendo antipatía por Candy, debido a su carácter alegre y honesto, sin embargo Flamie esta consciente de que Candy tiene todas las cualidades para llegar a ser una excelente enfermera y por eso la respeta mucho.

- Mery Jane: Es la directora de la academia en donde Candy va a estudiar enfermería. Se trata de una solterona muy amiga de la Señorita Pony y de carácter severo y fuerte, como directora es muy estricta y siempre llama a Candy "Torpe", por los constantes errores que cometía los primeros días en la academia; sin embargo en el fondo Mery Jane siente mucho aprecio por Candy y la llama "Mi Pequeña Traviesa", aunque Candy no lo sabe. Mery Jane opina que el trato cariñoso de Candy hacia los pacientes y el profesionalismo y la responsabilidad de Flamie Hamilton son virtudes en una buena enfermera, de allí que tanto en la Academia como en el Hospital Santa Juana, Mery Jane ordena que Candy y Flamie sean compañeras de cuarto, ya que ambas se complementan a la perfección sin darse cuenta, aun cuando no se la llevan del todo bien.

- Tom Steve: Es un joven quien conjuntamente con Candy y Annie, se crio en el Hogar de Pony, hasta que fue adoptado por el Señor Steve, el dueño de un gran rancho de ganado. Tom es dos años mayor que Candy y fue quien oyó el llanto de Annie cuando esta fue abandonada en las afueras del Hogar de Pony conjuntamente con Candy. A diferencia de Annie, Tom continua manteniendo buenas relaciones con Candy y con el Hogar de Pony luego de ser adoptado, y de igual manera llega a entablar una gran amistad con Anthony.

- Señora Leagan: Ella es la madre de Eliza y de Neil, sus hijos son todo para ella, ella al consentir a sus hijos es la responsable de que ellos sean mentirosos, malcriados, vanidosos y egoístas. En un principio adopta a Candy para que se dama de compañía de Eliza, pero esta la convence de que se vuelva su sirvienta, a lo que ella accede fácilmente, la señora Leagan en algunas ocasiones llega a ser más malvada que Eliza, llegando a obligar a Candy a que se arrodille pidiendo disculpas a sus hijos, también obliga a Candy para que vaya a vivir a México, sin importarle el peligro del camino, ella fue quien hizo que Candy fuera despedida del hospital de Chicago, ella hace lo imposible por cumlplir los caprichos de Eliza, que incluye tratar de hacerle vida imposible a Candy.

- Eleanor Baker: Ella es la madre de Terry, de joven tuvo un romance con el Duque de Granchester, pero el Duque terminó con ese romance a causa de que ella no era de linaje puro, ella decidió dejar a Terry a cargo del Duque, por la cual Terry siento mucho rencor hacia ella, después de esto ella se dedicó a ser actriz, de la cual se convirtió en la actriz más destacada de la época, Terry fue a visitarla un invierno, pero ella no quiso dejarlo pasar para que nadie se enterara de que ella tenía un hijo, en las vacaciones ella va a buscar a Terry pero el la rechaza, es gracias a Candy que ellos volvieran a hablar y hacer la paces, en ese momento ella se da cuenta de que su hijo y ella tienen la misma pasión por el teatro.

## Formatos

### Manga
El manga se publica por primera vez en la revista mensual Nakayoshi de la editorial Kodansha en la edición de abril de 1975. Concluye en marzo de 1979. Constó de 55 capítulos publicados, que fueron compilados en 9 volúmenes, de 2 de octubre de 1975 a 3 de marzo de 1979. 
En español fue publicada por la editorial Bruguera y, debido a la disolución de la empresa en 1986, solo llegaron a publicar los primeros 3 tomos. Provenía de la edición readaptada, censurada y coloreada por la Fratelli Fabbri Editori en Italia.

### Anime
La serie animada o anime fue producida por Toei entre 1976 y 1979 consistiendo en 115 episodios de 23 minutos cada uno, además de dos OVAs hechas en 1978 y una película de 1990. El anime es producido por Toei Animation, y se transmitió desde 1 de octubre de 1976 hasta 2 de febrero de 1979, los viernes de 7:00 a 7:30 PM a través de TV Asahi.

#### Reparto
| Personaje                 | Actor de voz                               |
| ------------------------- | ------------------------------------------ |
| Candy White Ardley        | Minori Matsushima                          |
| Annie Brighter            | Mami Koyama                                |
| Terry Grandchester        | Kei Tomiyama                               |
| Archibald Cornwell Ardley | Yûji Mitsuya                               |
| Alister Cornwell Ardley   | Kaneta Kimotsuki                           |
| William Albert Ardley     | Makio Inoue                                |
| Anthony Brower Ardley     | Kazuhiko Inoue                             |
| Patricia O'Brian          | Chiyoko Kawashima                          |
| Eliza Leagan              | Yumi Nakatani Eiko Yamada (OVA y Película) |
| Neil Leagan               | Kikoshi Komiyama                           |
| Susana Marlowe            | Kouko Kagawa                               |
| Señorita Ponny            | Taeko Nakanishi                            |

#### Doblaje
El doblaje en España se realizó en el estudio de Grabación Parlo Films (Barcelona) y dirigido por Antonio Lara. La serie no se dobló en su totalidad, ya que RTVE solo mandó doblar 52 episodios.
El doblaje en español para Hispanoamérica fue realizado en Argentina. Los primeros episodios fueron grabados en el estudio Tecnofilm bajo la dirección de Julio Fedel. A partir del episodio 53 el doblaje se traslada al estudio Phonalex y con la dirección de Nelly Hering.
| Personaje                 | Actor de doblaje Argentina         | Actor de doblaje · España |
| ------------------------- | ---------------------------------- | ------------------------- |
| Candy White Ardley        | Cecilia Gispert                    | Vicky Martínez            |
| Annie Brighter            | Marta Oliván Hebe Miller           | Luisita Soler             |
| Terry Grandchester        | Jorge Nicolini Andrés Turnes       | Antonio Lara              |
| Archibald Cornwell Ardley | Roberto Fiore Germán Chicura       | Luis Espinosa             |
| Alister Cornwell Ardley   | Ricardo Lani                       | Luis Fenton               |
| William Albert Ardley     | Elbio Nessier Alberto Ramírez Beni | Francisco Garriga         |
| Anthony Brower Ardley     | Andrés Turnes                      | Antonio Lara              |
| Patricia O'Brian          | Sin datos                          | Nuria Doménech            |
| Eliza Leagan              | Inés Mariscal                      | Azucena Díaz              |
| Neil Leagan               | Luis Méndez                        | Luis Posada               |
| Susana Marlowe            | Beatriz Spelzini                   | Sin datos                 |
| Señorita Ponny            | Márgara Alonso                     | Enriqueta Linares         |
| Hermana Maria             | Olga Bruno                         | Marta Tamarit             |

#### Emisión internacional
En España se estrenó por La 2 de TVE, el domingo 28 de octubre de 1984. Solo se doblaron los 52 primeros episodios, dejando los episodios restantes en su versión original; posteriormente, fue rescatada por algunas cadenas autónomas como TV3 (Cataluña) o TVG (Galicia), que emitieron la serie completa doblada en sus respectivos idiomas.
Candy Candy se estrenó en Hispanoamérica con gran éxito durante la década de los años 1980. El doblaje en español para la región fue hecho en Argentina. 
En México fue transmitida en repetidas ocasiones desde principios de los años 1980 y hasta principios de los años 1990 por el Canal 13 de Imevisión, luego ya como TV Azteca esta cadena la emitió entre 1993 y 1995. Después de varios años de ausencia regresó a México en 2012 vía Cadenatres y kW volvió a emitir la serie desde inicios de 2013. En 2016. al iniciar la cadena Imagen Televisión, la serie formó parte de la programación infantil del canal. 
A inicios de 1981, la serie fue estrenada en Perú por Panamericana Televisión que la repone completa cada cuatro años aproximadamente, siendo la última vez en 2015. 
En Chile esta serie fue exhibida en la década de 1980 por la Corporación de Televisión de la Universidad Católica de Valparaíso (UCV TV) dentro del programa Pipiripao, posteriormente la emitieron Chilevisión, La Red, en 2013 por el canal de televisión por cable ETC y desde mayo de 2016 por Rec TV. En 2003, mediante un subterfugio legal se estableció que los derechos de emisión fueran declarados como vigentes y en virtud de ello el periódico Las Últimas Noticias editó la serie y la lanzó a la venta en discos DVD bajo el sello Seriestv y Civitel. 
En Colombia la licitación de la programación de Inravisión transmitía la serie en la Cadena Uno y era producida por la programadora AMD Televisión en la franja de los martes. 
Por su parte, en Venezuela se transmitió por Radio Caracas Televisión a inicios de 1980 y repitiéndola en varias oportunidades a lo largo de los años hasta que en 2004 fue transmitida por el canal La Tele. 
En Ecuador fue transmitida durante las décadas del 80,90 e inicios del 2000 por Ecuavisa. Tras aproximadamente 12 años de ausencia volvió a la pantalla de este país en mayo de 2013 por Ecuador TV.
En los países centroamericanos también tuvo gran repercusión: En Guatemala llegó a tener una enorme popularidad, ya que se transmitió durante la década de 1980 hasta finales de los años de 1990 de forma rotativa por los canales 3 y 7 de Televisión, en la actualidad se sigue transmitiendo por el canal Mixcovision.
En Costa Rica se transmitió en varias ocasiones durante los años 1980, luego en Canal 11 en 2004, actualmente Canal 9 retransmite la serie. En Honduras se trasmitió exitosamente en los años 1980 por el principal canal de Televicentro.
En El Salvador se trasmitió en 1996 en el Canal 4 de Telecorporación Salvadoreña, se retransmitió en el mismo canal en 2004 y más tarde en Canal 6 desde 2007 hasta 2008 y en Canal 12 desde enero del 2013 hasta el 2015 y finalmente Canal 2 lo emite desde 2022 hasta junio de 2024 y después de que la serie termine cada episodio, comienza Los Supersónicos. Más tarde en enero de 2025, el anime regresó a Canal 2 reemplazando a Secretos de Cocina en su horario habitual que era a las 11:00.am.
En Nicaragua se transmitió por primera vez en 1980 por la Televisora Nacional, para volverse a transmitir en 1984 y la última vez en 1992.
En República Dominicana la serie era transmitida en la década de los 80's por Color Visión luego se trasladó a Rahintel que se transmitía en la frecuencia 7. 
En Puerto Rico se transmitió por tres canales diferentes: Teleluz (WLUZ Canal 7) que la difundió primero, luego en Telemundo Canal 2 (WKAQ-TV) y por último en WIPR-TV Canal 6, donde se pudo ver la serie en su totalidad. En todos estos casos la ausencia de representantes legales en estos países permite la distribución y emisión de la serie a pesar de la prohibición. Además, en la mayoría de países del continente la serie completa se vende en DVD piratas (de 12 a 15 dependiendo de la calidad) desde hace algunos años y se puede conseguir de muchos sitios de descarga en Internet.
En Panamá se emitió por segunda vez en 1995 por Telemetro.
En países como Italia, Francia, Canadá, Indonesia y Corea del Sur, Candy Candy tuvo enorme aceptación. En Estados Unidos, ZIV International adquirió los derechos de la serie y dobló los primeros episodios con un nuevo tema musical lanzándolos en 1981 directamente a video doméstico aunque no logró trascender.

##### Desenlace chileno del anime
En la década de 1980 en Chile la señal UCV TV se hizo con los derechos de transmisión de la serie animada, siendo el primer anime transmitido por el canal como parte del programa infantil Pipiripao. Aunque en esa época los televidentes chilenos no estaban familiarizados con la animación japonesa la historia de Candy, que posee la estructura clásica de una telenovela, despertó gran interés en los espectadores y significó una de las mayores fuentes de rating para UCV TV.
Sin embargo, durante el primer ciclo de transmisión de la serie, la cinta con el último capítulo tuvo problemas durante su despacho a Chile, por lo que no fue entregado al canal y el equipo se vio ante el problema de estar sobre la fecha de transmisión del episodio sin tener el material para proyectar. Buscando una solución alternativa Víctor Bielefeld, gerente del canal, se informó por llamada a larga distancia al extranjero respecto a cuáles eran los eventos que sucedían en el último capítulo y, tomando esto como idea general, el equipo improvisó un libreto donde los mismos trabajadores del canal cumplieron la labor de actores de voz, caracterizando en la medida de lo posible a los personajes; posteriormente, se recicló material de capítulos anteriores para crear escenas que se asemejaran a la descripción que les habían dado sobre este episodio y esto fue transmitido en lugar del desenlace oficial. Posteriormente, las repeticiones de la serie contaron con el final oficial.

##### Desenlace italiano del anime
Cuando en Italia se emitió el final original de la serie, los encargados pensaron que no era apta para todos los públicos por su alto contenido dramático, y preocupados porque los fanes quedaran decepcionados al ver un desenlace donde el amor no triunfa, ya que Terry y Candy no acaban juntos, decidieron extender la serie creando (por medio de edición y reciclaje de escenas) un desenlace no oficial.
Candy se entera por el periódico que Terry se ha divorciado, por lo que viaja hacia Nueva York para encontrarse. En la escena final aparece llegando en tren a una estación donde Terry la espera. El capítulo extra acaba cuando se abrazan mientras Terry le dice: "No te dejaré nunca más, ¡te amo! ¡Cuánto he deseado este momento..., ¡cuánto lo he soñado! Nuestro amor durará para toda la vida". Esta escena fue sacada de la ocasión cuando Candy se encontró con Terry en Nueva York y la modificaron con edición y doblaje italiano.

#### Controversia legal
Desde 1998 está prohibida la difusión de la serie en todos los países del mundo debido a un proceso legal entre Igarashi y Mizuki por los derechos de autor de Candy Candy. El conflicto comenzó cuando Igarashi sacó al mercado merchandising de Candy Candy sin conocimiento de Mizuki. Igarashi insistía en que, como la autora de los dibujos, ella no necesitaba permiso de Mizuki para comercializar los productos de Candy Candy. A finales de 2002, la corte falló en favor de Mizuki y se estableció que para lanzar mercancía de Candy Candy se requería la autorización de ambas autoras: Mizuki, en primer lugar, e Igarashi, en segundo lugar. Actualmente, la escritora Kyōko Mizuki está autorizada a comercializar la historia de Candy Candy (sin ilustraciones), pero la dibujante Yumiko Igarashi no puede comercializar legalmente los dibujos o productos basados en esta historia. En 2007, Igarashi Yumiko intentó comercializar mercancía bajo el nombre de "Lady Lady" en Taiwán con personajes idénticos a Candy, Anthony y Terry, por lo que Toei Animation intervino.

### Novelas
Las novelas de Candy Candy/小説キャンディ・キャンディ fueron escritas por Kyōko Mizuki como una novelización de la historia original de Candy que fue hecha para el manga y constan de tres volúmenes. Estos libros fueron publicados por Kōdansha Ltd y las portadas diseñadas por Yumiko Igarashi.
Tomo 1 (mayo de 1978), en formato narrativo, comprende desde que encuentran a Candy en el Hogar de Pony hasta la muerte de Anthony y su regreso al Hogar de Pony. 
Tomo 2 (noviembre 1978), en formato narrativo, abarca desde su viaje a Londres para su ingreso en el Real Colegio San Pablo hasta que lo abandona. 
Tomo 3 (abril 1979), en formato epistolar, a través de cartas enviadas o recibidas por diversos personajes se cuenta sus aventuras desde su viaje a USA tras abandonar el colegio en Londres hasta algún tiempo después de descubrir que Albert no sólo es el tío abuelo William, sino también el Príncipe de la Colina. Candy y Albert mantienen una fluida correspondencia tras el descubrimiento de estos hechos. 
En 1990 se hace una reedición con diferentes diseños de Yumiko Igarashi para las portadas. En 2003, a raíz del conflicto por los derechos de autor y gracias a una votación de fanes en Fukkan, se hace una reedición por parte de Book-Ing que reúne las 3 novelas en un solo tomo y no lleva ilustraciones.
Mizuki dice haberse distanciando de la influencia del arte del manga y reescribe la historia nuevamente.
En 28 de octubre de 2010, con su nombre real Keiko Nagita, se publica con el título de Candy Candy Historia Final /小説「キャンディ・キャンディ FINAL STORY」, bajo el sello editorial Shodensha y las tres partes se reparten en dos volúmenes, se incluyen también detalles de la vida de una Candy adulta en sus 30's que recuerda su pasado un día ventoso de primavera. Las anotaciones en furigana con la lectura de los kanji no forman parte de esta edición haciendo que su contenido sea enfocado a un público adulto.
Las principales novedades a Candy Candy Final Story son que Candy vive en la actualidad a orillas de un río Avon, en el Reino Unido, el Hogar de Pony está bajo reconstrucción, Archie y Annie se han casado, Los Legan se dedican a la hotelería con mucho éxito, Susana ha muerto. Terry escribe una Carta a Candy diciendo que no ha cambiado. La identidad del marido de Candy no es revelada, pero Nagita dijo que estaba satisfecha con saber que Candy ahora vivía una vida feliz con el hombre que amaba.
Además, la autora se disculpa con sus fanes, al no revelar la identidad del compañero actual de Candy para no romper sus sueños. Entre las pistas que revelan su identidad se usa la palabra 「あのひと」/"Anohito" que en japonés se usa como pronombre en tercera persona femenino y/o masculino, él/ella, así como para hablar entre dos personas de alguien ausente o distante, sin embargo conocido de ambos por lo que es fácil suponer que se trata de alguno de los personajes de la historia.
En 2015, la editorial italiana Kappalab obtuvo los derechos de autor para publicar CCFS en su totalidad en italiano. El primer volumen se publicó a principios de 2015 y se llamó "Candy Candy Romanzo". El segundo volumen ha sido lanzado en junio de 2015 y se titula "Candy Candy Lettere".

#### El misterio de 「あのひと」/ Anohito/Él
Una de las características de Final Story, es que nunca se revela el nombre de "ese hombre", el marido de Candy. Sin embargo, las principales pista que la autora nos deja sobre el misterioso personaje son las siguientes:
- Él compra una pintura en un mercadillo en Londres del Hogar de Pony, que regala a Candy. Sin embargo él elige en qué parte de la habitación colocarla de manera que se aprecie desde cualquier ángulo de la habitación.
- Candy se ha ido a vivir a un lugar con un océano de por medio por lo que no puede acudir a prestar ayuda al Hogar de Pony ya que "él" no quiere separarse de ella.
- Candy sueña con Anthony y le confiesa que es feliz por vivir junto a quien ama.
- La primera vez que Candy cuenta su regreso como polizonte, él se ríe y después se pone serio y la abraza.
- Él obsequia a Candy un joyero de madreperla que pasa de generación en generación en su familia.
- Él repara la cajita de la felicidad de Stear.
- Él la sorprende triste por los recuerdos y le pregunta con dulce voz que hace a oscuras mientras enciende la luz, Candy lo ve frente a la puerta con la sonrisa que tanto le gusta y con el corazón latiendo deprisa corre a sus brazos abiertos y le da la bienvenida.
- Candy vive con él a orillas del río Avon. En una casa rodeada por narcisos y rosas creciendo en el jardín.
- En una estantería están las completas obras de Shakespeare, libros de medicina y de literatura francesa e inglesa.
- El pronombre japonés anohito (あのひと?) expresa la idea "esa persona que ambos conocemos", por lo que cuando Candy lo utiliza para señalar a su marido indirectamente señala que se trata de un personaje masculino a quien los lectores ya conocen.

### Libros de Ilustraciones
Existen dos tomos de libros de ilustraciones que fueron publicados en 1977/78, con ilustraciones de Yumiko Igarashi y poemas de Kioko Mizuki. También hay otros que eran obsequiados como apéndices, al tiempo que se publicaba la revista Nakayoshi mensual. En 1992 las autoras se reúnen nuevamente y crean una serie de 3 libros infantiles, donde se cuentan las aventuras secretas de Candy cuando aun vivía en el Hogar de Pony, con historias de Kioko Mizuki e ilustraciones de Yumiko Igarashi.
Candy Candy Libros de ilustraciones/キャンディキャンディ イラスト集　なかよしデラックスアルバム
Parte 1. Kodansha, 1977/01, 72 pags
Parte 2. Kodansha, 1977/12, 64 pags
Candy y el Pony Blanco/キャンディと白い子馬 POPLAR PUBLISHING CO., LTD, 1992/04, 39 pags.
Candy y el Sombrero de Flores/キャンディと花のぼうし POPLAR PUBLISHING CO., LTD, 1992/05, 40 pags.
Candy y la Mansión del Color de las Hojas Secas/キャンディと枯葉色のやかた POPLAR PUBLISHING CO., LTD, 1992/10, 40 pags.

### Otras adaptaciones
En 1981, en Corea del Sur se rodó la película «Candy, Candy» dirigida por In-hyeon Choi. Asimismo, en Indonesia se realizó en 2007 una serie de televisión en imagen real basada parcialmente en la historia original, con Rachel Amanda y Lucky Pereda en los papeles principales. La acción se desarrolla en la época moderna y no a principios del siglo XX y el personaje de Albert se divide en 2, el Tío abuelo William y Alfa, hermano gemelo de Anthony.
El enero de 2016 sale a la venta primer libro de la trilogía The Rose of Anzio: Moonlight escrito por Alexa Kang. Se trata de una historia por méritos propios pero inspirada en Candy Candy, donde se han cambiado los nombres de los personajes para preservar los derechos de autor. El principal personaje es Tessa Graham, que viene siendo la hija de Dean y Juliet (que corresponden a Terry y Candy). El protagonista masculino se llama Anthony y es hijo de William (que sería Albert), y fue inspirado en el malogrado personaje de Anthony Brown. Alexa Kang afirma que fue su deseo crear un nuevo personaje con el espíritu del Anthony original y brindarle una historia mucho más completa como se merece. En abril de 2016 sale a la venta un segundo libro The Rose of Anzio: Jalousie. 18 y el tercero llamado "Desire" se publicará en unos meses después.

## Música y Bandas Sonoras
Candy Candy cuenta con dos tipos de producciones musicales. Uno se compone de canciones originales y otro de música incidental. La música corre a cargo de Takeo Watanabe, las letras son de Kyoko Misuki, Toshio Oka y Mitsuko Horie, la voz pertenece a Mitsuko Horie, con coros de los grupos The Shirps, Koorogi73 y el Coro Infantil Columbia. Bajo el sello discográfico de Nippon Columbia Co, LDT.
Las primeras canciones en lanzarse simultáneamente a la emisión del primer capítulo del anime son Candy Candy y Amo el Mañana, ambas escritas por Kyoko Misuki y que conforman el tema de entrada y salida del anime respectivamente. 
Candy Candy <CS-7022>
En marzo de 1977 se lanza un LP con 10 canciones, donde la mayoría de las letras son escritas por Toshio Oka y solo Candy Candy y Amo el Mañana son de la autoría de Kyoko Misuki.
A1. Candy Candy
A2. Aunque me traten fríamente
A3. Si es un sueño no me despierten
A4. Vals de Candy
A5. Resiste Candy
B1. Amo el mañana
B2. Al que adoro
B3. Buen amigo Klin
B4. Adorable Candy
B5. La canción de los recuerdos
Candy Candy Deluxe ＜CZ-7010＞
En 1978 se reedita este material con la adición de la canción "La Puerta de la Felicidad" escrita por Mitsuko Horie. 
Candy Candy. BGM. Tv Original ＜CX-7039＞
En diciembre de 1981 se lanza la banda sonora donde la música incidental que se escuchó a lo largo de todo el anime se divide en 11 secciones. 
Candy Candy ＜COCC-9690＞
En 1992 se reedita el álbum de las canciones originales con 12 temas, donde se incluye una nueva versión de Candy Candy 92.
Candy Candy SONG & BGM COLLECTION ＜COCX-39246-8＞
En 2015 se hace un relanzamiento de la ambas bandas sonoras con la adición de los temas para karaoke.

## OVAs
Se produjeron 3 animaciones independientes. Dos de ellas recrean escenas ya conocidas de la emisión del anime y una de ellas narra una aventura inédita.
1. Candy Candy Haru no Yobigoe /キャンディ・キャンディ 春の呼び声 (La llamada de la primavera / 03.1978). Candy está por marcharse a estudiar enfermería y les cuenta a los niños del Hogar de Pony sus aventuras de como fue crecer en el Hogar de Pony, vivir con los Leagan, los Ardlay y el Real Colegio San Pablo. Duración 25 minutos.
2. Candy Candy no natsuyasumi /ィ キャンディ・キャンディの夏休み (Candy Candy. Vacaciones de verano / 07.1978). Durante el verano mientras Candy estudia en Chicago como enfermera, viaja con Annie, Patty, Archie y Stear a las montañas. Duración 15 minutos.
3. Candy Candy Movie 1992 /キャンディ・キャンディ(1992). Es un corto de 26 minutos de duración que resume la vida de Candy desde que estuvo en el hogar de Pony hasta que asiste a la fiesta de los Ardlay. A diferencia de los anteriores presenta algunas variantes respecto al diseño de los personajes y la historia mostradas en la serie.

## Diferencias entre el manga y el anime
- El manga fue publicado en 9 lanzamientos y el anime consta de 115 episodios.
- La edad de Candy es diferente para diversos eventos, por ejemplo cuando ella crece en el hogar de Pony.
- El personaje de Clint el mapache o coatí albino pertenece únicamente a la versión anime.
- En el manga Patty intenta suicidarse a causa de la muerte de Stear y en el anime no ocurre eso.
- Annie en el manga es rubia y en el anime es de cabello oscuro.
- Terry le da a Candy su primer beso durante el festival de Mayo en el manga, sin embargo en el anime esto ocurre en las vacaciones de Escocia.[24]
- Una vez que Candy y Terry se separan, Terry se sume en la bebida y deja su puesto en la compañía de teatro de Stradford.
- En el manga, Candy recibe un regalo de Albert (el cual había desaparecido) desde un pueblo llamado Rockstown.[25]
- Cuando Candy llega allí buscando a Albert se encuentra a Terry actuando en un espectáculo de teatro ambulante.
- Candy no llega a hablar con Terry, pero Terry cree haber visto su cara entre el público aunque piensa fue su imaginación.
- En el anime, Terry está borracho buscando pelea en un bar donde se encuentra con Albert.
- Este le hace recapacitar y le muestra a Candy desde lejos trabajando de enfermera en la "Clínica Feliz".